# IOTV
| IOTV |  | IOTVgen2 |
| IOTV |  | IOTVgen2 |

IOTV（Improved Outer Tactical Vest）は、2007年にアメリカ陸軍でIBAの後継として採用されたボディアーマー。
生産はポイントブランク・ボディアーマー社とBAEシステムズ社。
改良が続けられており、現在配備されているのは第4世代モデル（gen4）となっている。

## 概要
IBAと比較すると、クイックリリース機能（落水時や負傷時にワンタッチでアーマーを分解する機能）やサイドプレート用ポケットの追加、重量の負担を肩だけでなく腰にも分散させる装着方法の採用、裏側のメッシュ化による通気性改善など、大幅な設計の変更がおこなわれており、IBAと共用できるパーツは上腕部に装着するDAPSと股間に装着するグローインアーマーのみとなっている。迷彩はACUやIBAで採用されていたUCPを継続して採用している。
IBAと同じく拳銃弾を阻止可能なソフトアーマーを全面に挿入できるほか、SAPIやE-SAPIのようなセラミックプレートを前面と後面、左右のわき腹に挿入することで小銃弾の阻止が可能となる。また、IBAと同じくPALSウェビングが全面に装着されているため、任務に応じてさまざまなポーチを装着することができる。今までアメリカ軍に採用されていたボディアーマーやベストに使用されていたPALSウェビングは単色だったが、IOTVはPALSウェビングの部分にも迷彩が施されている。
IOTVは軽量化も考慮して設計されており、IBAとIOTVのミディアムサイズ同士の重量を比較すると、IOTVのほうが3.6ポンド軽い。しかし、カラー（襟）やグローイン（鼠径部）アーマーに加えて正面、後面、側面にSAPIを装備すると総重量は30ポンド（ラージサイズは35ポンド）にもなるため、兵士の機動力の低下や疲労が問題となっている。
このような問題を解決するため2010年にIOTVよりも軽量なSPCSが採用されており、任務によってIOTVと使い分けられている。また、同年に改良型のIOTVも採用されている。なお、特殊部隊にはさらに軽量な「MBAV（Modular Body Armor Vest）」が支給されている。